# Кучина (Куявсько-Поморське воєводство)
Кучина (пол. Kuczyna) — село в Польщі, у гміні Бжешць-Куявський Влоцлавського повіту Куявсько-Поморського воєводства.
Населення — 130 осіб (2011).
У 1975-1998 роках село належало до Влоцлавського воєводства.

## Демографія
Демографічна структура станом на 31 березня 2011 року:
|          | Загалом | Допрацездатний вік | Працездатний вік | Постпрацездатний вік |
| -------- | ------- | ------------------ | ---------------- | -------------------- |
| Чоловіки | 59      | 17                 | 38               | 4                    |
| Жінки    | 71      | 17                 | 36               | 18                   |
| Разом    | 130     | 34                 | 74               | 22                   |